# Ceratotherium simum cottoni
El rinoceronte blanco del norte o norteño (Ceratotherium simum cottoni) es una de las dos subespecies de rinoceronte blanco existentes. Antiguamente podía encontrarse en diversas regiones en África oriental y Central, al sur del Sahara, pero actualmente está clasificado como especie en peligro crítico de extinción por la UICN. Desde el 20 de marzo de 2018, quedan vivos tan solo dos ejemplares de esta subespecie en el mundo, ambos hembras, por lo que su extinción se considera asegurada. Sin embargo, se ha recopilado el material genético del último rinoceronte macho vivo, y se espera poder realizar una fecundación artificial.
Estudios genéticos recientes indican que el rinoceronte blanco del norte podría tratarse en realidad de una segunda especie de Ceratotherium. En este caso, el nombre científico correcto sería Ceratotherium cottoni. Las diferencias morfológicas y genéticas sugieren que las dos especies propuestas habrían estado separadas durante al menos un millón de años. Sin embargo, los resultados del estudio no han sido aceptados unánimemente por la comunidad científica.

## Hábitat y alimentación
El rinoceronte blanco norteño es un herbívoro que acostumbra a vivir en pastizales y bosques de sabana selváticos. Se alimenta de hierba que crece en el suelo de la selva.
Antiguamente, el rinoceronte blanco del norte se encontraba en partes del noroeste de Uganda, sur de Chad, sur de Sudán del Sur, parte oriental de la República Centroafricana, y noreste de la República Democrática del Congo. Su territorio posiblemente se extendía al oeste hasta el Lago Chad entre Chad y Camerún.

## Población salvaje
Los cazadores furtivos redujeron la población de quinientos a quince ejemplares entre las décadas de los años 1970 y 1980. Entre la década de los 90 hasta mediados de 2003, la población se recuperó hasta los treinta y dos animales. En el año 2000 se registraron treinta animales confirmados, y otros seis posibles. Desde mediados del 2003, se intensificó la caza furtiva y el número se redujo a solo cinco o diez animales en el Parque nacional Garamba.
En 2006, solo se conocían cuatro especímenes en Garamba, los últimos en libertad según el Fondo Mundial para la Naturaleza. No obstante, en junio de 2008 se notificó que la subespecie podría estar extinta en libertad, al no haber sido vistos ninguno de los cuatro individuos desde 2006, ni signos de ellos desde 2007, a pesar de haberse realizado una búsqueda intensiva y sistemática por tierra y aire en 2008. Solo fue hallado un cadáver. En 2011 se consideró que esta población estaba probablemente extinta. Si se confirma, se declarará su extinción en libertad, aparte de los esfuerzos que desde el Ol Pejeta Conservancy puedan hacer para su reintroducción.
El 28 de noviembre de 2009, dos pilotos de helicóptero rusos notificaron haber visto algunos especímenes en Sudán del Sur. Se supuso que los tres rinocerontes avistados pertenecen a esta subespecie, ya que ningún otro rinoceronte ha habitado esa zona desde hace mucho tiempo. Sin embargo, desde agosto de 2011, no se han notificado otros avistamientos.

### Parque nacional Garamba
La última población salvaje habitó en el parque nacional Garamba, en la República Democrática del Congo (RDC).
En enero de 2005, el gobierno de la RDC aprobó un plan en dos fases para trasladar cinco ejemplares de parque nacional Garamba a un santuario de vida salvaje en Kenia. La segunda fase comprometía al gobierno y a sus socios internacionales a aumentar los esfuerzos de conservación en Garamba, para que los rinocerontes blancos del norte pudieran volver cuando mejoraran las condiciones de seguridad. En agosto de 2005, se llevaron a cabo vigilancias terrestres y aéreas bajo la dirección de la African Parks Foundation y la ARSG (African Rhino Specialist Group). Solo se encontraron cuatro animales, un macho adulto solitario, y un grupo formado por dos hembras y un macho adultos. Sin embargo, el traslado no tuvo lugar, y en junio de 2008 se informó de que la especie podría haberse extinguido en la naturaleza, ya que ninguno de estos cuatro individuos fueron vistos entre 2006 y 2011. Actualmente esta población se considera probablemente extinta.

### Ol Pejeta Conservancy

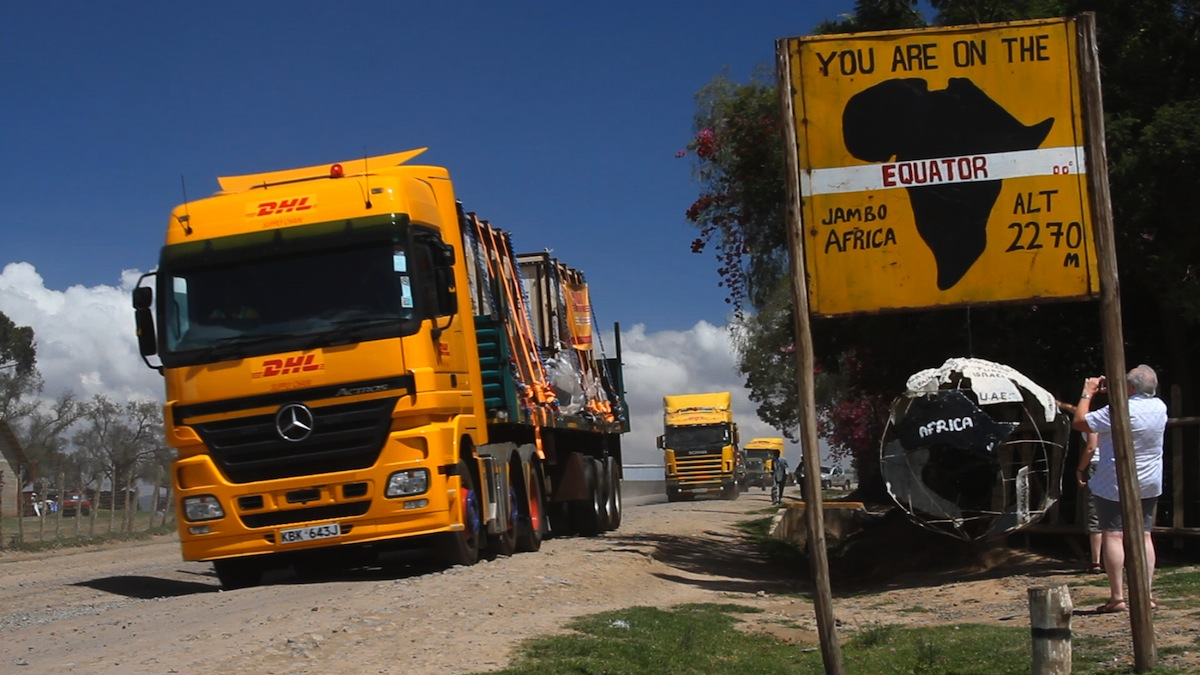
Un rinoceronte blanco del norte durante su traslado a la Ol Pejeta Conservancy

La población zoológica está disminuyendo, ya que estos animales rara vez se han reproducido en cautiverio. En el año 2000, vivían seis ejemplares en el Zoológico de Dvůr Králové en la República Checa. 
El 20 de diciembre de 2009, cuatro de ellos (los únicos con capacidad reproductiva de esta subespecie) fueron transportados al Ol Pejeta Conservancy, un área protegida en Laikipia, Kenia, donde los científicos esperaban que pudieran procrear.
Los ejemplares eran:
- Sudán (n. 1973, f. 2018), un macho que fue capturado en Sudán a los tres años.
- Suni, un macho nacido en cautiverio en 1980. Se había apareado en el zoológico. Parte de su esperma fue recogido y congelado.
- Najin, una hembra nacida en cautiverio en 1989. Es medio hermana de Suni y madre de Fatu.[19]
- Fatu, una hembra nacida en cautiverio en el año 2000. Es la hija de Najin.[19]

Los cuatro rinocerontes, bajo vigilancia constante por parte de especialistas, vivieron en recintos especiales con acceso a una zona de 400 × 400 m, lo que les permitió aclimatarse a su nuevo entorno. Para evitar lesiones entre ellos, y dar a sus cuernos la oportunidad de crecer de forma normal (sus cuernos estaban muy doblados por el roce contra los barrotes del zoológico), los cuatro rinocerontes fueron sedados y sus cuernos serrados. Esto también hizo que fueran menos vulnerables a la caza furtiva. En el lugar de sus cuernos, se instalaron transmisores de radio para permitir un control más estricto de su paradero.
En mayo de 2010, Sudán fue trasladado a un recinto de semi-libertad de 700 acres, donde abundan otros animales, entre ellos varias hembras de rinoceronte blanco del sur. El 26 de octubre de 2011, las hembras fueron también llevadas a ese recinto, pero debido a que Najin era excesivamente protectora de su hija Fatu durante el apareamiento, fue trasladada de nuevo al recinto más pequeño. El progreso de este intento de salvar el rinoceronte blanco del norte fue documentado en el sitio web de la iniciativa; y su vida en Ol Pejeta Conservancy se ha comentado en el sitio web de The Nature Conservancy. Se han preparado varios documentales, incluyendo uno "Return of the African Titans" para Oasis HD Canadá en otoño de 2010, o el reportaje de la BBC titulado "Return of the Rhino" . El 25 de abril de 2012 y el 27 de mayo de 2012 Suni y Najin se aparearon. El embarazo se controló semanalmente. El periodo de gestación del rinoceronte dura entre dieciséis y dieciocho meses, por lo que en enero de 2014 los expertos consideraron que Najin no estaba embarazada, y se introdujo un rinoceronte blanco del sur procedente de la reserva Lewa para intentar que, por lo menos, se entrecruzaran las subespecies. Para lograr esto, los dos rinocerontes blancos del norte femeninos fueron separados de sus homólogos masculinos, lo que les impide, por el momento, de producir una descendencia rinoceronte blanco del norte puro. En 2015, sin embargo, pruebas realizadas por especialistas checos revelaron que ninguna de las hembras son capaces de reproducirse de forma natural.
El 17 de octubre de 2014, Suni murió por causas naturales, probablemente de vejez, y el 19 de marzo de 2018, Sudán, el último macho vivo también murió de vejez. Desde esa fecha, solo sobreviven los dos ejemplares (hembras las dos) pertenecientes al Zoológico de Dvůr Králové, continuamente vigilados por guardas armados.
La IUCN acordó, en 2011, considerar a la subespecie como "en peligro crítico de extinción (posiblemente extinta en libertad)".

Uno de los cuatro rinocerontes trasladados al Ol Pejeta vive ahora en estado de semilibertad.

## Población en cautividad
A principios de 2015, toda la población de esta subespecie en cautividad consistía en dos únicos animales: uno en el Zoo de San Diego y otro en el Zoológico de Dvůr Králové. Pero ambos murieron el mismo año, y ahora mismo ya no hay ningún ejemplar en cautividad.

### Zoológico Dvůr Králové
La hembra Nabire se quedó en el zoo, ya que Jan Stejskal, el coordinador de proyectos del zoológico declaró que ya no era capaz de reproducirse naturalmente, pero que tenía un ovario sano y esto podría proporcionar material de partida para crear un embrión en condiciones artificiales. Los esfuerzos para conseguirlo comenzaron en otoño de 2014. A la muerte de Nabire el 27 de julio de 2015, se le extirpó el ovario con cuatro ovocitos y se transfirió a un laboratorio en Cremona, Italia. El laboratorio fue capaz de extraer dos óvulos y fertilizarlos. Sin embargo, sin consultar al zoológico, se empleó semen de un rinoceronte blanco del sur en lugar del de un rinoceronte blanco del norte, lo que el zoológico considera una oportunidad perdida. A finales de 2015, los científicos del Instituto Leibniz para la Investigación Zoológica y de vida salvaje, el Zoo de San Diego, Tiergarten Schönbrunn y el Zoo de Dvůr Králové desarrollaron un plan para reproducir rinocerontes blancos del norte utilizando gametos naturales de los rinocerontes vivos y células madre pluripotentes inducidas. Posteriormente, en el futuro, podría ser posible hacerlas madurar en células específicas, tales como neuronas y células musculares, de una manera similar en la que Katsuhiko Hayashi ha hecho crecer células simples de la piel de ratones. El ADN de una docena de rinocerontes blancos del norte se ha conservado en los bancos genéticos en Berlín y San Diego.
De los dos ejemplares que quedaron en el Zoológico de Dvůr Králové, uno murió a finales de mayo de 2011,

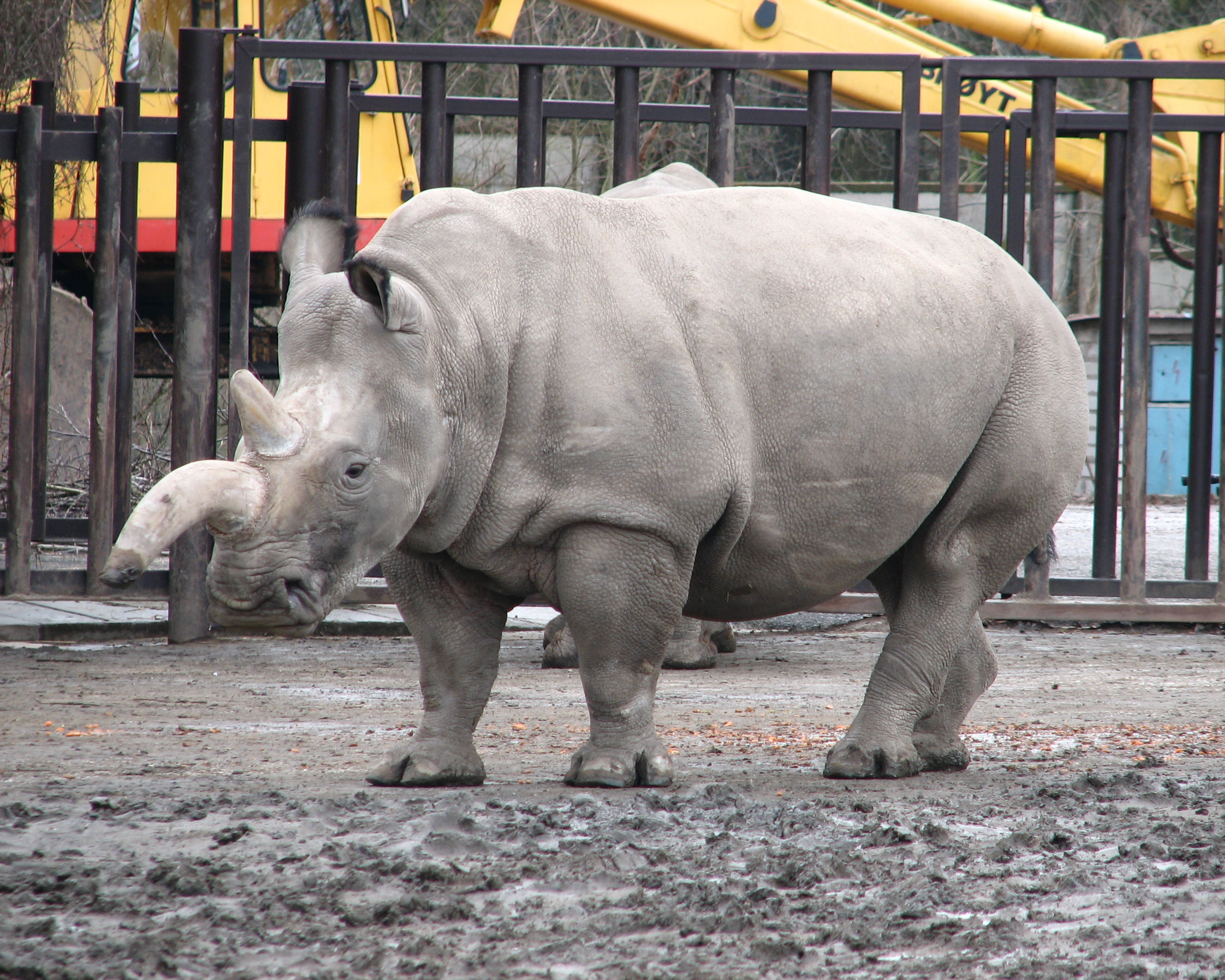
Un rinoceronte blanco del norte con un cuerno desviado debido a la cautividad.

En 1970, este zoo, localizado en Dvůr Králové nad Labem (República Checa) tenía seis rinocerontes blancos del norte, procedentes de Sudán. Este zoológico es el único lugar del mundo donde los rinocerontes blancos del norte se han reproducido en cautividad; la población actual son descendientes de estos seis rinocerontes . Los antiguos residentes eran, aparte de los cuatro mencionados con anterioridad:
- Nabire, nacida en el zoo el 15 de noviembre de 1983. Su madre, Nasima, y su padre, Sudán, eran rinocerontes blancos del norte (C. s. cottoni).[40]
- Nesari, una hembra salvaje nacida en Shambe, Sudán, el 19 de septiembre de 1972, murió en 2011.
- Nasi, una hembra nacida en el zoo el 11 de noviembre de 1977, murió en 2008.
- Saut, un macho salvaje nacido en Shambe, Sudán el 19 de septiembre de 1972, murió en agosto de 2006.[41]

El último nació en el año 2000. Con la esperanza de estimular el apetito sexual de los rinocerontes, el zoológico decidió enviar a algunos ejemplares de nuevo a su hábitat natural en Kenia. El acuerdo con el gobierno de Kenia incluía que los rinocerontes no serían devueltos a la República Checa.

### San Diego Zoo Safari Park
Otros dos especímenes vivían en San Diego Zoo Safari Park, en California: y Nola (n. 1972), una hembra, que murió el 22 de noviembre de 2015.
El Zoo Safari Park de San Diego en San Diego, California, tenía tres rinocerontes blancos del norte capturados en la naturaleza: una hembra llamada Nadi, que fue cedida por el Zoo Králové Dvůr, y que murió el 30 de mayo de 2007; un macho llamado Angalifu (n. 1974), en calidad de préstamo a partir de 1990 del Zoo de Jartum, y que murió el 14 de diciembre de 2014; y una hembra llamada Nola (n 1974), cedida desde 1989 por el Zoo Dvur Králové., fallecida el 22 de noviembre de 2015.
El Wild Animal Park de San Diego proporcionó el semen de Angalifu al zoológico de Dvur Králové, pero los intentos de inseminación no tuvieron éxito. Se informó de que los científicos estaban explorando alternativas (como la inseminación artificial, la fecundación in vitro y transferencia de embriones) para desarrollar embriones rinoceronte blanco del norte e implantarlos a rinocerontes blancos del sur en el zoológico de San Diego.

## Evolución de la población
| Localización                    | 1919          | 1960  | 1970 | 1989 | 1990 | 1996 | 1998 | 2000 | 2002 | 2003 | 2004   | 2005 | 2006 | 2007 | 2008 | 2009 | 2010 | 2011 | 2013 | 2014 | 2015 | 2018 |
| Salvaje                         | 2,000- 3,000* | 2,000 | 500* | 15*  | 15   | 26   | 28   | 30   | 30   | 32   | 5–10   | 4    | 4    | 0    | 0    | 0    | 0    | 0    | 0    | 0    | 0    | 0    |
| ------------------------------- | ------------- | ----- | ---- | ---- | ---- | ---- | ---- | ---- | ---- | ---- | ------ | ---- | ---- | ---- | ---- | ---- | ---- | ---- | ---- | ---- | ---- | ---- |
| República Centroafricana        | n/a           | n/a   | n/a  | n/a  | 0    | 0    | 0    | 0    | 0    | 0    | 0      | 0    | 0    | 0    | 0    | 0    | 0    | 0    | 0    | 0    | 0    | 0    |
| República democrática del Congo | n/a           | n/a   | n/a  | n/a  | 15   | 26   | 28   | 30   | 30   | 32   | 5–10   | 4    | 4    | 0    | 0    | 0    | 0    | 0    | 0    | 0    | 0    | 0    |
| Sudán del Sur                   | n/a           | n/a   | n/a  | n/a  | 0    | 0    | 0    | 0    | 0    | 0    | 0      | 0    | 0    | 0    | 0    | 0    | 0    | 0    | 0    | 0    | 0    | 0    |
| Uganda                          | n/a           | n/a   | n/a  | n/a  | 0    | 0    | 0    | 0    | 0    | 0    | 0      | 0    | 0    | 0    | 0    | 0    | 0    | 0    | 0    | 0    | 0    | 0    |
| Cautividad                      | 0             | n/a   | 7    | 11   | 10   | 10   | 10   | 11   | 11   | 11   | 10     | 9    | 8    | 8    | 8    | 8    | 8    | 7    | 7    | 5    | 3    | 2    |
| Zoo Dvůr Králové                | 0             | n/a   | 6    | 8    | 7    | 7    | 7    | 8    | 8    | 8    | 7      | 6    | 6    | 6    | 6    | 2    | 2    | 1    | 1    | 1    | 0    | 0    |
| Zoo de Jartum, Sudán            | 0             | n/a   | 1    | 1    | 0    | 0    | 0    | 0    | 0    | 0    | 0      | 0    | 0    | 0    | 0    | 0    | 0    | 0    | 0    | 0    | 0    | 0    |
| Ol Pejeta Conservancy           | 0             | n/a   | 0    | 0    | 0    | 0    | 0    | 0    | 0    | 0    | 0      | 0    | 0    | 0    | 0    | 4    | 4    | 4    | 4    | 3    | 3    | 2    |
| Zoo de San Diego                | 0             | n/a   | 0    | 2    | 3    | 3    | 3    | 3    | 3    | 3    | 3      | 3    | 2    | 2    | 2    | 2    | 2    | 2    | 2    | 1    | 0    | 0    |
| Total                           | 2,000- 3,000* | 2,000 | 507* | 26   | 25   | 36   | 38   | 41   | 41   | 43   | 15- 20 | 13   | 12   | 8    | 8    | 8    | 8    | 7    | 7    | 5    | 3    | 2    |